# Hedda Sterne
Hedda Sterne (Bucarest, Rumanía, 4 de agosto de 1910 - Nueva York, 8 de abril de 2011) fue una artista estadounidense, incluida en la primera generación de pintores del Expresionismo.

## Carrera artística
Su carrera finalizó a finales de los años treinta con los surrealistas en París. Se destacó como grabadora. Obtuvo renombre a nivel nacional en los cuarenta y los cincuenta, al exponer con los expresionistas abstractos, entre ellos Jackson Pollock, Willem de Kooning, Barnett Newman y Mark Rothko. Sterne fue, de hecho, la única mujer fotografiada con un grupo de los expresionistas abstractos, a quienes se llamó «los irascibles» en la revista Life. Sin embargo, ella mantuvo una independencia de estilo y tendencias, incluyendo el surrealismo y el expresionismo abstracto con los que a menudo se la relaciona. 
En 1943, participó en The Exhibition by 31 Women que se realizó en la galería de arte de Peggy Guggenheim el Art of this Century en Nueva York.
A pesar de su obra, Sterne ha sido casi completamente ignorada por la Historia del Arte de la escena artística estadounidense de posguerra. Sterne veía sus muy variadas obras como un flujo, más que como afirmaciones definitivas. Cuando publicó su libro (American women artists) ya era conocida ella mismo como artista.
Sus obras están en la colección de varios museos, entre ellos el MoMA de Nueva York, la Galería Nacional de Arte de Washington D. C. y el Museo Nacional de Mujeres Artistas también en Washington D. C.

## Libros
- Eleanor C Munro. Originals : American women artists (Nueva York: Da Capo Press, 2000) (Worldcat link: ) ISBN 0-306-80955-9; ISBN 978-0-306-80955-2
- Hedda Sterne; Sarah L Eckhardt; Josef Helfenstein; Lawrence Rinder; Krannert Art Museum.; Universidad de Virginia. Uninterrupted flux : Hedda Sterne, a retrospective. (Champaign, Ill.: Museo de Arte Krannert y Pabellón Kinkead, 2006) (Worldcat link: ) ISBN 1-883015-37-5; ISBN 978188301537
- Hedda Sterne; Museo de Arte de Queens. Hedda Sterne, forty years : the Queens Museum, February 2-April 14, 1985. (Flushing, N.Y. : The Museum, 1985) (Worldcat link: ) OCLC 12215770